# C. Kan hal
De C. Kan hal is een voormalige sporthal in Sneek en was onderdeel van Sportpark Noorderhoek.

## Historie
In 1970 was in Sneek de behoefte aan een tweede sporthal, naast de reeds bestaande Sneker Sporthal. Twee jaren lang werd er aan de hal gebouwd, tot deze in 1973 werd geopend. De hal werd vernoemd naar Cornelis Kan. De sporthal, gelegen aan de Christiaan Schotanusstraat, werd gebruikt door diverse scholen en verenigingen. Onder andere VC Sneek en KV de Waterpoort waren regelmatige gebruikers.

### Sportieve historie

#### NK Marathon 1978
De C. Kan hal was het toneel van het opzienbarende NK Marathon op 10 juni 1978, dat werd georganiseerd door AV Horror '47. Roelof Veld verbrak hier het langstaande Nederlands Record tot 2:14.02. Ruim tweehonderd lopers stonden om half vier klaar. De organisatie van Horror had diverse topatleten weten te strikken. Op de geblesseerde Henk Kalf en Gerard Mentink na was de hele Nederlandse top naar het noorden van het land afgereisd. In Sneek werden, naast het Nederlands Record, toptijden neergezet. Later kwam de marathon in opspraak, omdat het parcours mogelijk te kort zou zijn geweest.

#### Topcompetities
In de C. Kan hal zijn in de jaren 80 van de vorige eeuw diverse grote eredivisie-volleybalwedstrijden gespeeld. De hal was de thuishaven van volleybalclubs Animo en Olympus, met onder meer oud-internationals Olaf van der Meulen, Ronald Zoodsma en Jan Posthuma in de gelederen.
Naast volleybal werd er ook op hoog niveau korfbal gespeeld in de C. Kan hal. KV De Lege Geaen speelde haar hoofdklasse wedstrijden in deze hal.

#### Overige kampioenschappen en -evenementen
In 2004 werd het NNK Tang Soo Do in de hal gehouden. Het Sportgala vond op 18 maart 2004 in de C. Kan hal plaats. Op 26 mei 2010 was het parkeerterrein van de hal voor het laatst het toneel van een sportevenement, te weten het KNVB Straatvoetbaltoernooi.

### Sluiting en sloop
Ter gelegenheid van het sluiten van de hal werd er een wedstrijd gespeeld tussen oud-Animo en oud-Olympus. Beide verenigingen zijn samen gegaan in VC Sneek.
De sporthal is in 2007 gesloopt, na de sluiting van Sportpark Noorderhoek, om ruimte te maken voor woningbouw. In 2013 is er op het terrein begonnen met de nieuwbouw van Poiesz Sneek Noord. Sportcentrum Schuttersveld, met de Schuttersveldhal, is in 2006 geopend ter vervanging van de C. Kan hal en omliggende sportvelden.

## Trivia
- De in Sneek bekende Rinke van der Meulen, vader van bovengenoemde, was jarenlang kantinebaas in de sporthal.[10]